# Мушкарів
Мушкарі́в — село в Україні, Тернопільська область, Чортківський район, Більче-Золотецька сільська громада. Розташоване на річці Серет, на заході району.
Підпорядковувалося колишній Більче-Золотецькій сільраді.
Населення — 108 людей(2012).

## Географія
Село розташоване на відстані 385 км від Києва, 86 км — від обласного центру міста Тернополя та 15 км від міста Борщів.

## Історія
Поблизу Мушкарова виявлено археологічні пам'ятки давньоруського часу та трипільської культури.
Перша писемна згадка — 1577.
Діяли «Просвіта» й інші українські товариства.
До 19 липня 2020 р. належало до Борщівського району.
З 12 вересня 2016 р. належить до Більче-Золотецької сільської громади.

## Населення
Згідно з переписом УРСР 1989 року чисельність наявного населення села становила 196 осіб, з яких 84 чоловіки та 112 жінок.
За переписом населення України 2001 року в селі мешкало 157 осіб.

### Мова
Розподіл населення за рідною мовою за даними перепису 2001 року:
| Мова       | Відсоток |
| ---------- | -------- |
| українська | 98,14 %  |
| російська  | 1,24 %   |
| молдовська | 0,62 %   |

## Пам'ятки

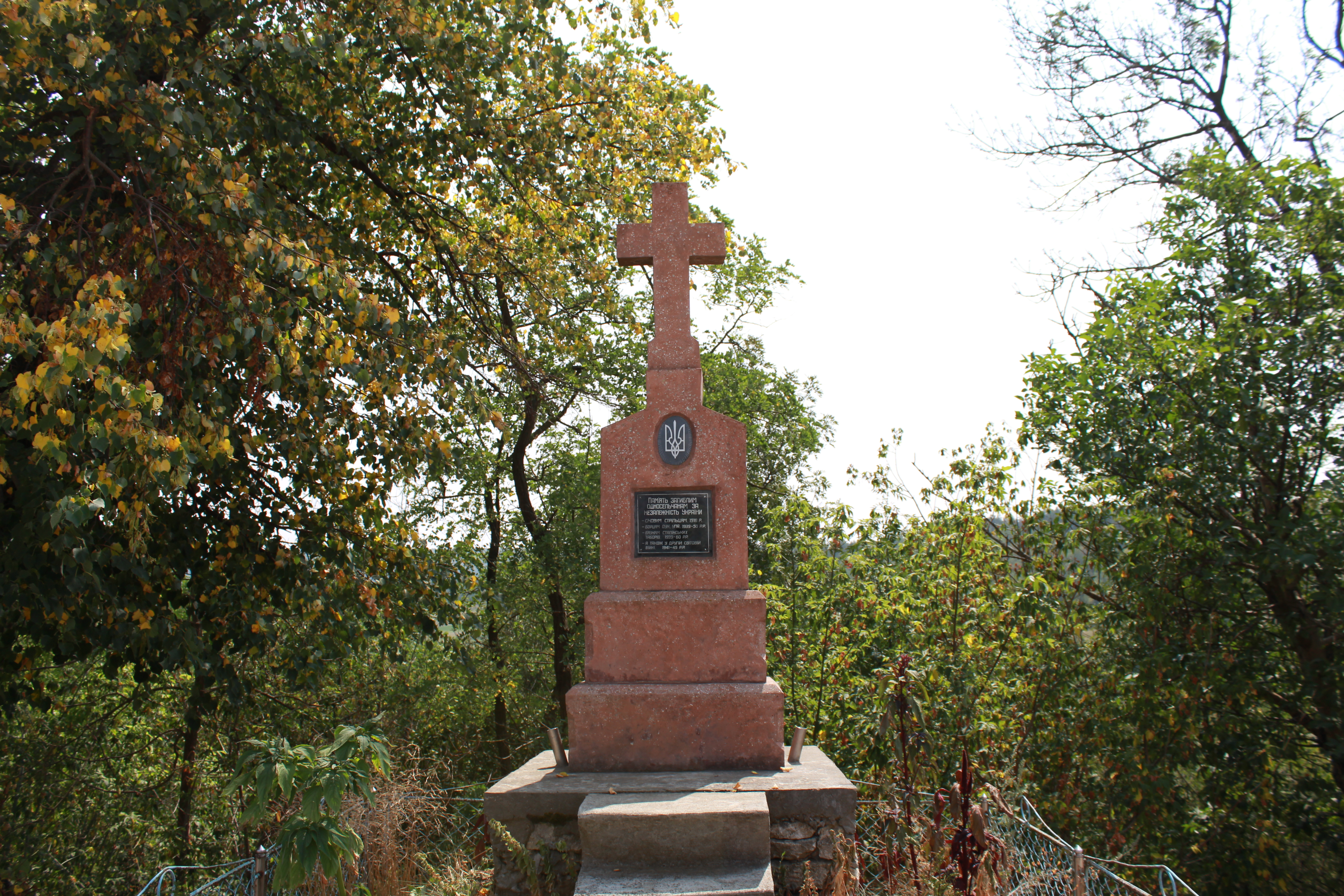
Пам'ятний хрест борцям за незалежність України

Є церква Успіння Пресвятої Богородиці (1912).
Встановлено пам'ятний хрест на честь скасування панщини.

## Соціальна сфера
Працюють загальноосвітня школа І ступеня, бібліотека, медичний пункт та клуб.

## Відомі мешканці

### Уродженці
- Фаринюк Павло Миколайович — український кінорежисер-документаліст, сценарист. Заслужений діяч мистецтв України, лауреат Державної премії України імені Олександра Довженка.

## Світлини

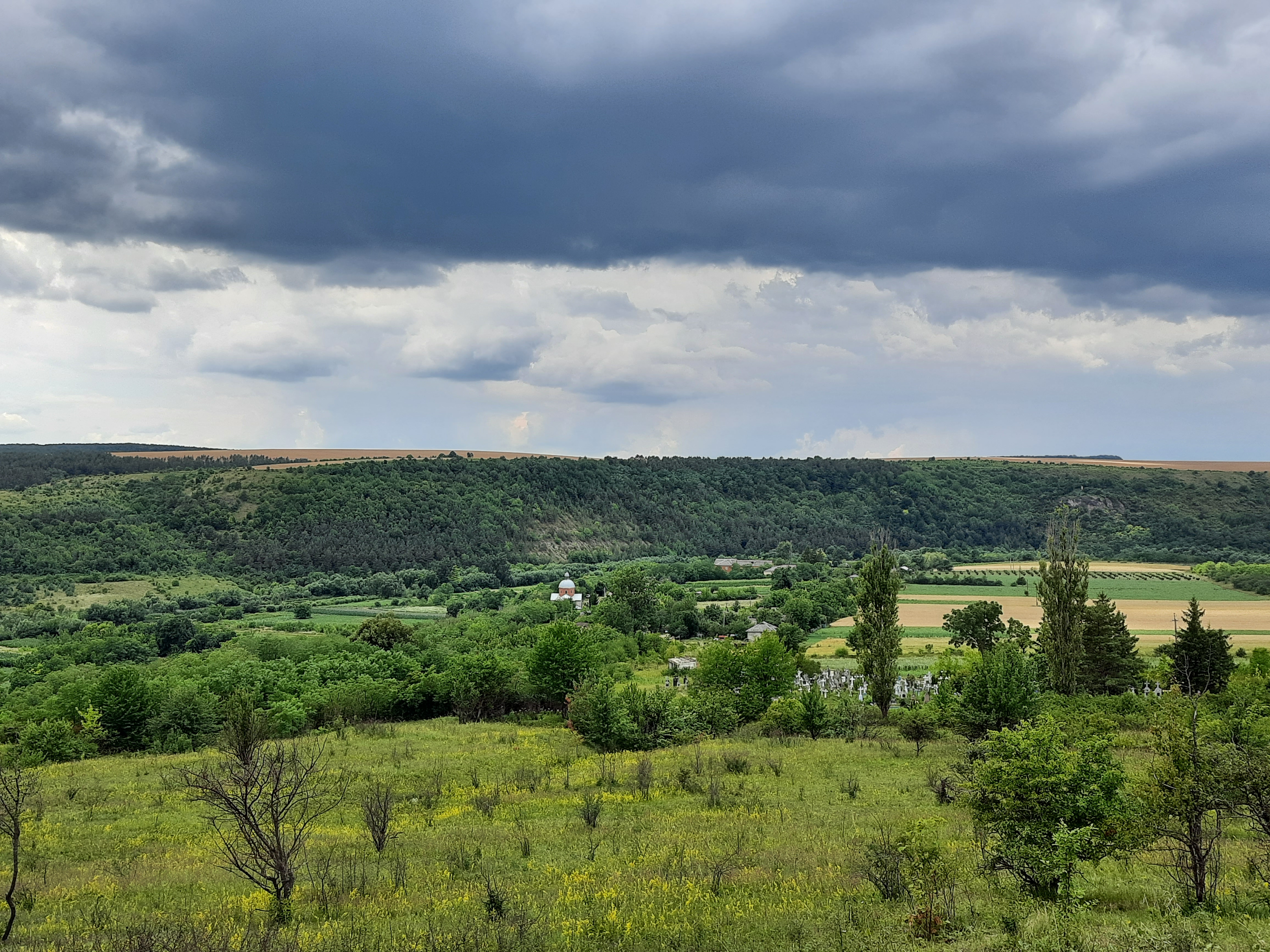
Панорама села
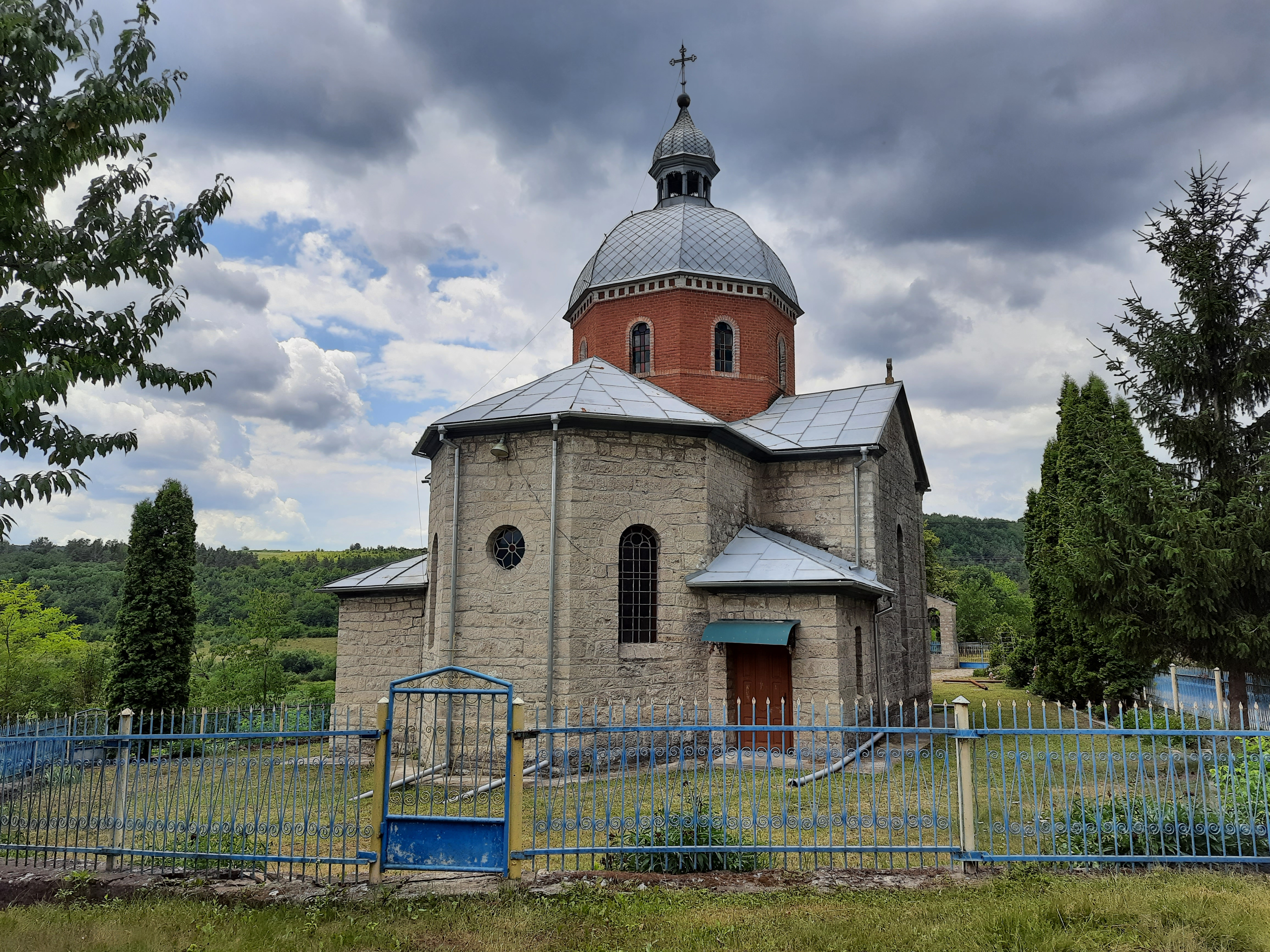
Церква Успіння Пресвятої Богородиці (1912)
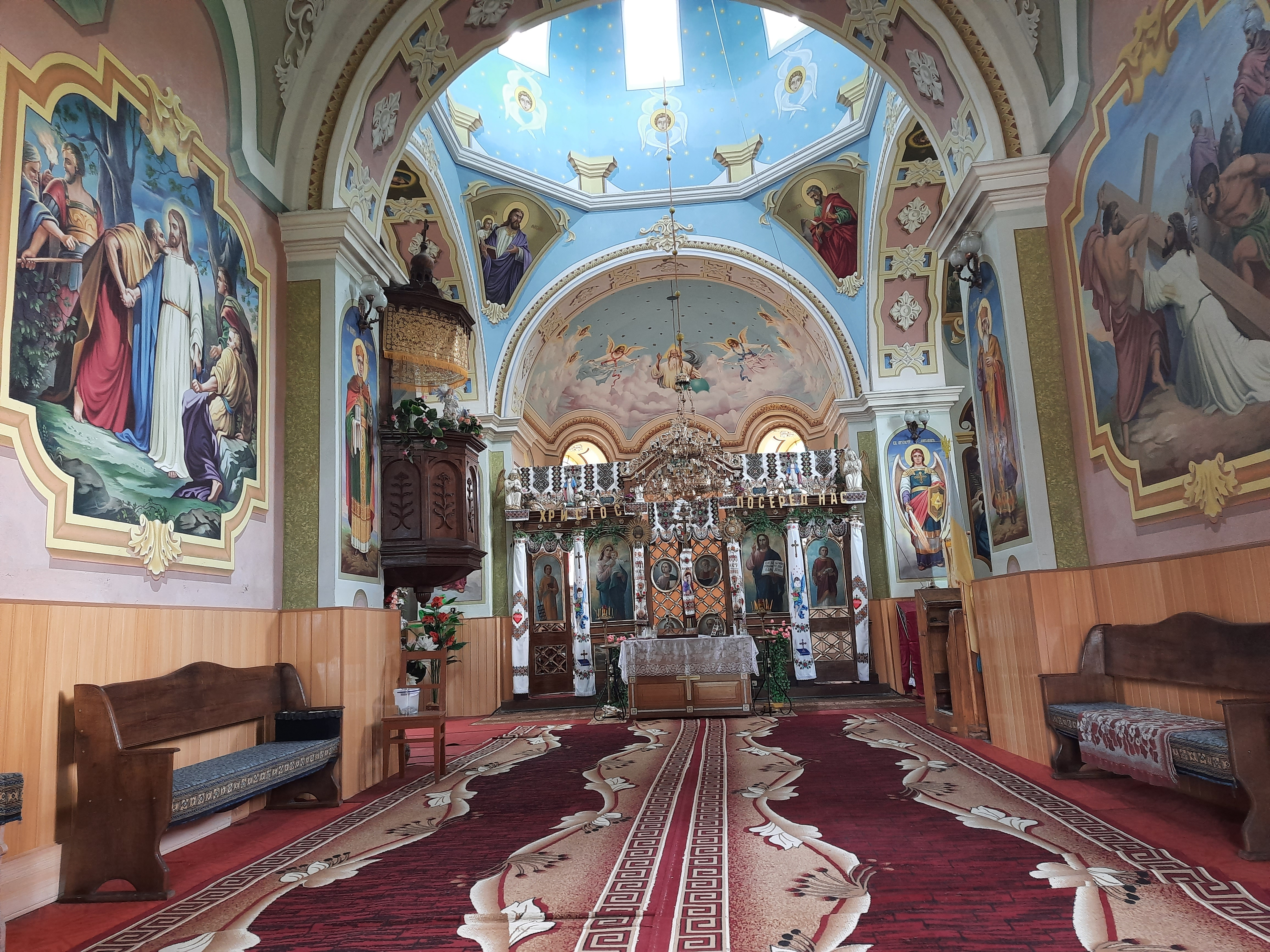
Інтер'єр церкви  Успіння Пресвятої Богородиці
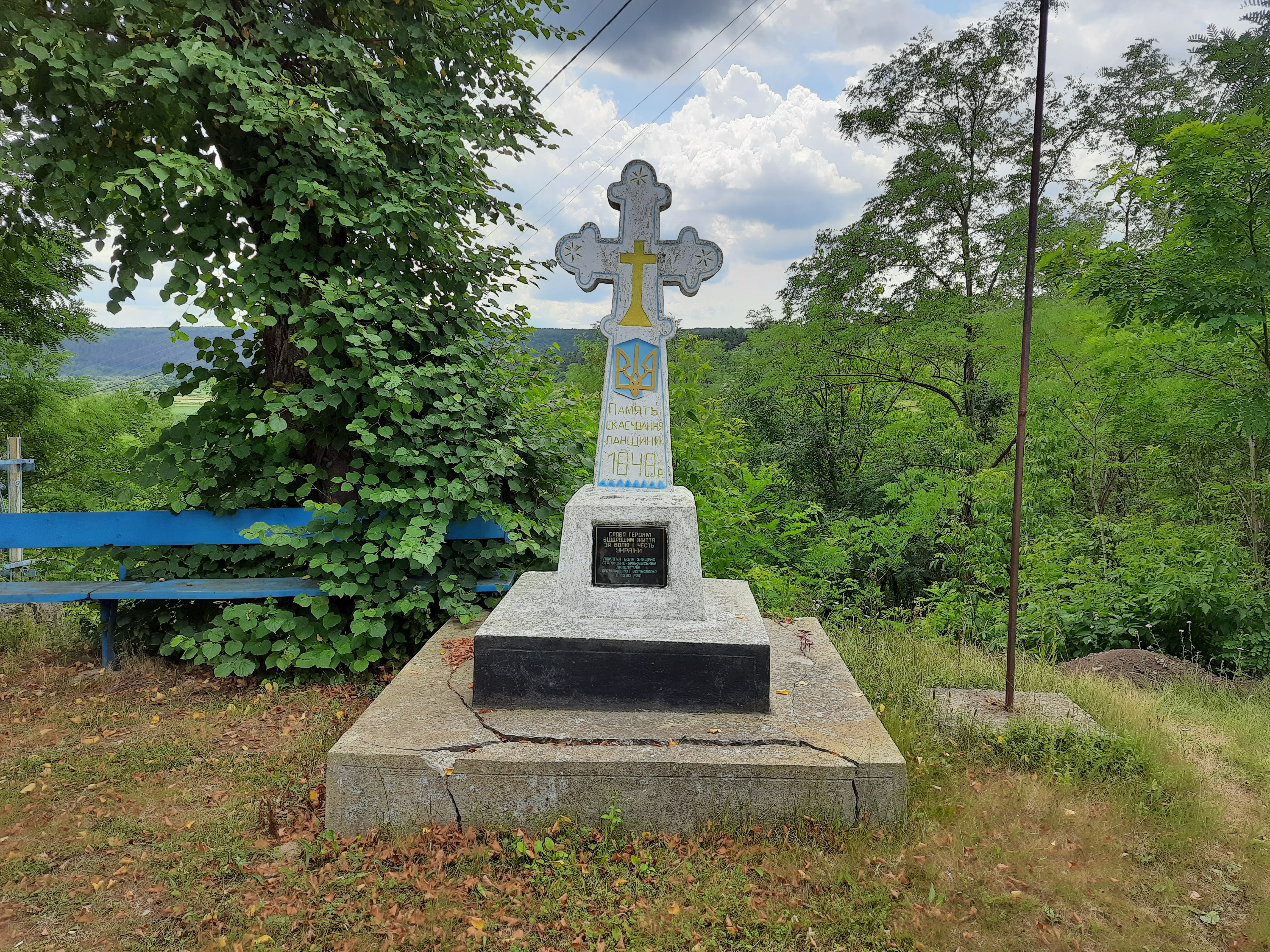
Пам'ятний хрест з нагоди скасування панщини